# Championnat d'Italie féminin de football 2024-2025
 (mai 2025).
Si vous disposez d'ouvrages ou d'articles de référence ou si vous connaissez des sites web de qualité traitant du thème abordé ici, merci de compléter l'article en donnant les références utiles à sa vérifiabilité et en les liant à la section « Notes et références ».
Navigation
Édition précédente Édition suivante
Le Championnat d'Italie féminin de football 2024-2025 ou en italien Serie A Femminile 2024-2025 est la cinquante-huitième saison du championnat. L'AS Rome, remet son titre en jeu.
C'est la dernière édition à 10 équipes. À partir de la saison prochaine, le championnat passe à 12 équipes, tandis que la Serie B est réduite de 16 à 14 équipes. Par conséquent, une seule équipe est reléguée en Série B et il n'y a pas de barrage de relégation.
Le championnat se déroule en deux phases. La première phase regroupe les 10 participants dans une poule unique où les équipes s'affrontent en matches aller-retour. À l'issue de cette phase, le championnat est divisé en deux poules, les 5 premiers se qualifient pour la poule Scudetto, tandis que les 5 derniers se qualifient pour la poule relégation. En fin de saison, les trois premières places du championnat sont qualificatives pour la Ligue des champions féminine de l'UEFA alors que la dernière place est synonyme de relégation en Serie B.
Le Juventus FC remporte son 6e championnat après sa victoire 2-0 face à l'AC Milan.

## Participants
| \| Côme Fiorentina Inter Juventus Lazio Milan Napoli Rome Sassuolo Sampdoria \| Localisation des clubs engagés dans le championnat. |
| Côme Fiorentina Inter Juventus Lazio Milan Napoli Rome Sassuolo Sampdoria                                                           |

| Club             | Se maintient depuis | Classement 2023-2024 | Entraîneur             | Depuis | Stade                   | Capacité théorique | Nombre de saison en Serie A |
| ---------------- | ------------------- | -------------------- | ---------------------- | ------ | ----------------------- | ------------------ | --------------------------- |
| AS Rome          | 2018                | 1er                  | Alessandro Spugna      | 2021   | Tre Fontane             | 4 000              | 6                           |
| Juventus FC      | 2017                | 2e                   | Massimiliano Canzi     | 2024   | La Marmora-Pozzo        | 5 000              | 7                           |
| ACF Fiorentina   | 2015                | 3e                   | Sebastiàn De La Fuente | 2023   | Viola Park              | 3 000              | 9                           |
| US Sassuolo      | 2017                | 4e                   | Gian Loris Rossi       | 2024   | Enzo Ricci              | 4 008              | 7                           |
| Inter Milan      | 2019                | 5e                   | Gianpiero Piovani      | 2024   | Arena Civica            | 10 000             | 5                           |
| AC Milan         | 2018                | 6e                   | Suzanne Bakker         | 2024   | Centre sportive Vismara | 1 200              | 6                           |
| FC Côme          | 2022                | 7e                   | Stefano Sottili        | 2024   | Ferruccio               | 3 700              | 10                          |
| UC Sampdoria     | 2021                | 8e                   | Stefano Castiglione    | 2024   | La Sciorba              | 4 800              | 3                           |
| Napoli Femminile | 2023                | 9e                   | David Sassarini        | 2025   | Giuseppe Piccolo        | 3 947              | 5                           |
| SS Lazio         | 2024                | 1er (Serie B)        | Gianluca Grassadonia   | 2023   | Mirko Fersini           | 3 000              | 1                           |

## Compétition

### Première phase

#### Classement
Le classement est basé sur le barème de points classique (victoire à 3 points, match nul à 1, défaite à 0).
Pour départager les égalités, on tient d'abord compte des points en confrontations directes, puis de la différence de buts en confrontations directes, puis de la différence de buts générale, puis du nombre de buts marqués, et enfin si l'égalité persiste un tirage au sort est effectué.
| Rang | Équipe           | Pts | J  | G  | N | P  | Bp | Bc | Diff |
| ---- | ---------------- | --- | -- | -- | - | -- | -- | -- | ---- |
| 1    | Juventus FC      | 45  | 18 | 14 | 3 | 1  | 51 | 16 | +35  |
| 2    | Inter Milan      | 38  | 18 | 11 | 5 | 2  | 34 | 14 | +20  |
| 3    | AS Rome T S      | 35  | 18 | 10 | 5 | 3  | 36 | 20 | +16  |
| 4    | ACF Fiorentina   | 28  | 18 | 8  | 4 | 6  | 24 | 24 | 0    |
| 5    | AC Milan         | 25  | 18 | 7  | 4 | 7  | 25 | 28 | -3   |
| 6    | FC Côme          | 22  | 18 | 7  | 1 | 10 | 25 | 32 | -7   |
| 7    | SS Lazio P       | 20  | 18 | 5  | 5 | 8  | 29 | 28 | +1   |
| 8    | US Sassuolo      | 19  | 18 | 5  | 4 | 9  | 29 | 34 | -5   |
| 9    | Napoli Femminile | 10  | 18 | 2  | 4 | 12 | 10 | 34 | -24  |
| 10   | UC Sampdoria     | 8   | 18 | 1  | 5 | 12 | 8  | 41 | -33  |

Qualification
- 1er au 5e : qualification pour la poule Scudetto
- 6e au 10e : qualification pour la poule relégation

Abréviations
- T : Tenant du titre
- C : Vainqueur de la Coupe d'Italie 2024-2025
- S : Vainqueur de la Supercoupe d'Italie 2024-2025
- P : Promus de Serie B

#### Résultats
| Résultats (▼dom., ►ext.)                                   | COM | FIO | INT | JUV | LAZ | MIL | NAP | ROM | SAM | SAS |
| FC Côme                                                    |     | 2-0 | 0-1 | 1-4 | 1-2 | 1-0 | 3-0 | 1-3 | 1-1 | 0-3 |
| ACF Fiorentina                                             | 3-1 |     | 2-1 | 0-3 | 3-2 | 2-2 | 1-0 | 0-0 | 4-0 | 1-1 |
| Inter Milan                                                | 1-0 | 2-0 |     | 0-0 | 1-0 | 1-1 | 1-0 | 1-1 | 5-0 | 3-0 |
| Juventus FC                                                | 4-2 | 4-0 | 2-0 |     | 3-2 | 3-0 | 1-1 | 2-1 | 3-0 | 2-2 |
| SS Lazio                                                   | 1-2 | 2-0 | 4-4 | 1-2 |     | 2-0 | 0-0 | 2-2 | 0-0 | 3-2 |
| AC Milan                                                   | 0-1 | 1-2 | 1-1 | 0-6 | 2-1 |     | 6-0 | 3-2 | 1-0 | 1-0 |
| Napoli Femminile                                           | 4-2 | 0-0 | 1-4 | 0-3 | 0-4 | 0-1 |     | 1-2 | 0-1 | 1-0 |
| AS Rome                                                    | 2-1 | 1-0 | 1-2 | 3-1 | 2-1 | 2-1 | 3-1 |     | 4-0 | 1-1 |
| UC Sampdoria                                               | 1-2 | 1-3 | 0-3 | 0-2 | 1-1 | 2-2 | 0-0 | 1-5 |     | 0-2 |
| US Sassuolo                                                | 2-4 | 1-3 | 1-3 | 3-6 | 3-1 | 2-3 | 2-1 | 1-1 | 3-0 |     |
| - Victoire à domicile - Match nul - Victoire à l'extérieur |     |     |     |     |     |     |     |     |     |     |

### Deuxième phase

#### Poule Scudetto

##### Classement
| Rang | Équipe         | Pts | J  | G  | N | P | Bp | Bc | Diff |
| ---- | -------------- | --- | -- | -- | - | - | -- | -- | ---- |
| 1    | Juventus FC C  | 55  | 26 | 17 | 4 | 5 | 64 | 31 | +33  |
| 2    | Inter Milan    | 51  | 26 | 15 | 6 | 5 | 50 | 26 | +24  |
| 3    | AS Rome T S    | 45  | 26 | 13 | 6 | 7 | 49 | 36 | +13  |
| 4    | ACF Fiorentina | 41  | 26 | 12 | 5 | 9 | 36 | 34 | +2   |
| 5    | AC Milan       | 35  | 26 | 9  | 8 | 9 | 42 | 46 | -4   |

Qualifications européennes
Ligue des champions 2025-2026
- 1er : phase de ligue
- 2e et 3e : deuxième tour de qualification

Abréviations
- T : Tenant du titre
- C : Vainqueur de la Coupe d'Italie 2024-2025
- S : Vainqueur de la Supercoupe d'Italie 2024-2025

##### Résultats
| Résultats (▼dom., ►ext.)                                   | FIO | INT | JUV | MIL | ROM |
| ACF Fiorentina                                             |     | 1-0 | 3-1 | 0-0 | 0-1 |
| Inter Milan                                                | 1-3 |     | 3-2 | 3-3 | 3-0 |
| Juventus FC                                                | 0-2 | 0-1 |     | 2-0 | 4-3 |
| AC Milan                                                   | 5-3 | 1-4 | 2-2 |     | 3-1 |
| AS Rome                                                    | 2-0 | 2-1 | 1-2 | 3-3 |     |
| - Victoire à domicile - Match nul - Victoire à l'extérieur |     |     |     |     |     |

#### Poule relégation

##### Classement
| Rang | Équipe           | Pts | J  | G  | N | P  | Bp | Bc | Diff |
| ---- | ---------------- | --- | -- | -- | - | -- | -- | -- | ---- |
| 1    | SS Lazio P       | 41  | 26 | 12 | 5 | 9  | 52 | 31 | +21  |
| 2    | FC Côme          | 35  | 26 | 11 | 2 | 13 | 37 | 45 | -8   |
| 3    | US Sassuolo      | 34  | 26 | 10 | 4 | 12 | 45 | 49 | -4   |
| 4    | Napoli Femminile | 14  | 26 | 3  | 5 | 18 | 15 | 50 | -35  |
| 5    | UC Sampdoria     | 13  | 26 | 2  | 7 | 17 | 18 | 60 | -42  |

Relégation en Serie B 2025-2026
- 5e : relégation

Abréviations
- P : Promus de Serie B

##### Résultats
| Résultats (▼dom., ►ext.)                                   | COM | LAZ | NAP | SAM | SAS |
| FC Côme                                                    |     | 0-4 | 3-1 | 2-2 | 3-0 |
| SS Lazio                                                   | 0-2 |     | 2-1 | 3-0 | 5-0 |
| Napoli Femminile                                           | 0-2 | 0-4 |     | 2-1 | 0-1 |
| UC Sampdoria                                               | 3-0 | 0-3 | 0-0 |     | 2-5 |
| US Sassuolo                                                | 3-0 | 0-2 | 3-1 | 4-2 |     |
| - Victoire à domicile - Match nul - Victoire à l'extérieur |     |     |     |     |     |

## Parcours en Ligue des champions
Le parcours des clubs italiens en Ligue des champions est important puisqu'il détermine le coefficient UEFA de l'Italie, et donc le nombre de clubs italiens présents dans la compétition européenne les années suivantes.
| Club           | Résultat                 | Ultime(s) adversaire(s) | Ultime(s) adversaire(s) | Ultime(s) adversaire(s) |
| -------------- | ------------------------ | ----------------------- | ----------------------- | ----------------------- |
| AS Rome        | Phase de groupes         | Olympique lyonnais      | VfL Wolfsburg           | Galatasaray SK          |
| Juventus FC    | Phase de groupes         | Arsenal FC              | Bayern Munich           | Vålerenga FD            |
| ACF Fiorentina | 3e tour de qualification | VfL Wolfsburg           | VfL Wolfsburg           | VfL Wolfsburg           |

## Bilan de la saison
| Championnat d'Italie féminin de football 2024-2025 |                        |
| Champion                                           | Juventus FC (6e titre) |
| Coupes et trophées                                 |                        |
| Vainqueur de la Coupe d'Italie 2024-2025           | Juventus FC            |
| Vainqueur de la Supercoupe d'Italie 2024-2025      | AS Rome                |
| Qualifications continentales                       |                        |
| Ligue des champions 2025-2026                      | Juventus FC            |
| Ligue des champions 2025-2026                      | Inter Milan            |
| Ligue des champions 2025-2026                      | AS Rome                |
| Promotions et relégations                          |                        |
| Promus en Serie A                                  | Ternana Calcio         |
| Promus en Serie A                                  | Parme Calcio           |
| Promus en Serie A                                  | Genoa CFC              |
| Relégués en Serie B                                | UC Sampdoria           |